# Gemeinde Kočevje

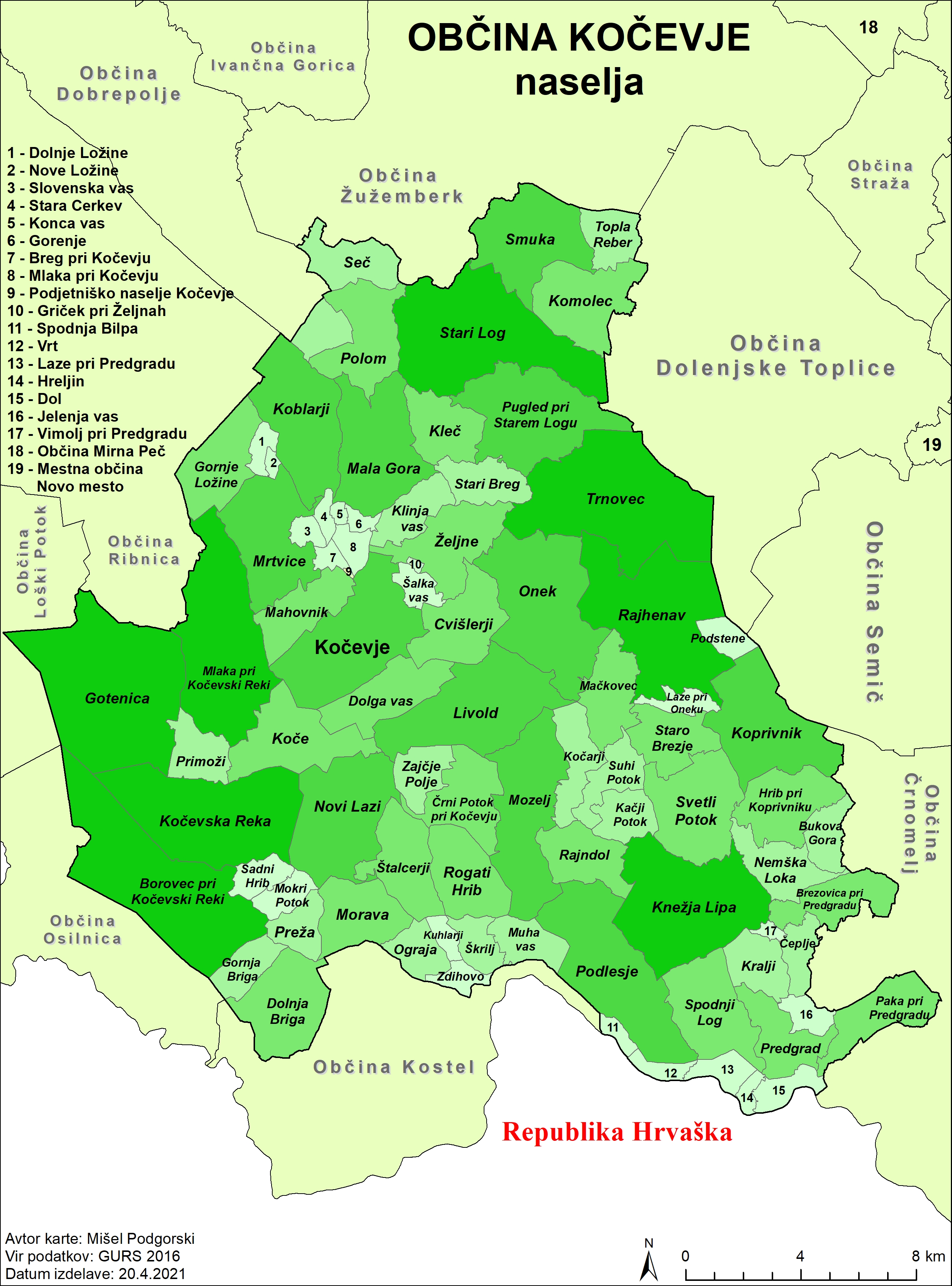
Übersichtskarte der Ortsteile (2021)

Die Gemeinde Kočevje (deutsch Gottschee, gottscheerisch: Göttscheab oder Gətscheab, italienisch: Cocevie) ist eine slowenische Gemeinde in der historischen Landschaft Unterkrain, statistische Region Südost-Slowenien. Benannt ist sie nach dem Hauptort, der Stadt Kočevje.
Die Gegend ist unter anderem ein Refugium für Braunbären. Das Gottscheer Land war eine bis zum Jahr 1941 bestehende deutsche Sprachinsel innerhalb des geschlossenen slowenischen Sprachgebiets.

## Ortschaften
Zur Gemeinde gehören folgende Ortschaften und Siedlungen (in Klammern die deutschsprachigen Namen aus der Zeit bis in die 1940er Jahre):
- Borovec pri Kočevski Reki, (dt. Morowitz)
- Breg pri Kočevju, (dt. Rain in der Unterkrain, auch Kartschenfeld)
- Brezovica pri Predgradu, (dt. Bresowitz bei Ehrenberg)
- Bukova Gora, (dt. Buchberg in der Unterkrain, auch Mitterbuchberg)
- Cvišlerji, (dt. Zwischlern)
- Dol, (dt. Thal)
- Dolga vas, (dt. Langendorf in der Unterkrain, auch Grafenfeld)
- Dolnja Briga, (dt. Niedertiefenbach in der Unterkrain, auch Untertiefenbach)
- Dolnje Ložine, (dt. Niederloschin, auch Unterloschin)
- Čeplje, (dt. Tscheplach, auch Tschöplach)
- Črni Potok pri Kočevju, (dt. Schwarzenbach bei Gottschee)
- Gorenje, (dt.  Obern in der Unterkrain)
- Gornja Briga, (dt. Obertiefenbach in der Unterkrain)
- Gornje Ložine, (dt. Oberloschin)
- Gotenica, (dt. Göttenitz)
- Jelenja vas, (dt. Hirschdorf in der Unterkrain)
- Kačji Potok, (dt. Otterbach in der Unterkrain )
- Klinja vas, (dt. Klingdorf)
- Knežja Lipa, (dt. Grafenlinden, auch Graflinden )
- Koblarji, (dt. Koflern, auch Köflern)
- Kočarji, (dt. Kotzern, auch Niedermosel)
- Koče, (dt. Kotschen )
- Kočevje, (dt. Gottschee )
- Kočevska Reka, (dt. Rieg)
- Konca vas, (dt. Orth in der Unterkrain)
- Koprivnik, (dt. Nesselthal in der Unterkrain )
- Kralji, (dt. Kralm, auch Vartatsch )
- Laze pri Oneku, (dt. Neufriesach)
- Laze pri Predgradu, (dt. Gereuth bei Ehrenberg)
- Livold, (dt. Lienfeld, auch Lilienfeld)
- Mačkovec, (dt. Katzendorf bei Gottschee)
- Mahovnik, (dt. Mooswald in der Unterkrain)
- Mala Gora, (dt. Malgern)
- Mlaka pri Kočevju, (dt. Kerndorf in der Unterkrain)
- Mlaka pri Kočevski Reki, (dt.  Moos in der Unterkrain)
- Morava, (dt. Homerau)
- Mozelj, (dt. Obermosel)
- Mrtvice, (dt. Geschwend in der Unterkrain)
- Nemška Loka, (dt. Deutschau)
- Nove Ložine, (dt. Neuloschin, auch Kurtlaren)
- Novi Lazi, (dt. Hinterberg in der Unterkrain)
- Onek, (dt. Hohenegg in der Unterkrain, auch Hoheneck)
- Paka pri Predgradu, (dt. Pack bei Ehrenberg)
- Podlesje, (dt. Verdräng)
- Polom, (dt. Ebenthal in der Unterkrain)
- Predgrad, (dt. Ehrenberg in der Unterkrain)
- Primoži, (dt. Handlern)
- Rajhenav, (dt. Reichenau in der Unterkrain)
- Rajndol,(dt. Reinthal in der Unterkrain)
- Rogati Hrib, (dt. Hornberg in der Unterkrain)
- Seč, (dt. Setsch in der Unterkrain, auch Ebenthal)
- Slovenska vas, (dt. Windischdorf in der Unterkrain)
- Smuka, (dt. Langenthurn, auch Langenthon)
- Spodnja Bilpa, (dt. Unterwildbach)
- Spodnji Log, (dt. Unterlaag)
- Stara Cerkev, (dt. Gottskirch)
- Stari Breg, (dt. Altbachern)
- Stari Log, (dt. Altlaag)
- Staro Brezje, (dt. Altfriesach)
- Šalka vas, (dt. Schalkendorf in der Unterkrain)
- Štalcerji, (dt. Stälzern)
- Trnovec, (dt. Tiefenreuther)
- Vimolj pri Predgradu, (dt. Widerzug)
- Vrbovec, (dt. Tiefenthal in der Unterkrain )
- Vrt, (dt. Werth bei Gottschee )
- Zajčje Polje, (dt. Hasenfeld in der Unterkrain )
- Zdihovo, (dt. Otterbach)
- Željne (dt. Seele, auch Sellen)

## Nachbargemeinden
| Dobrepolje           | Žužemberk                                   | Dolenjske Toplice                  |
| Ribnica, Loški Potok | Kompassrose, die auf Nachbargemeinden zeigt | Dolenjske Toplice, Semič, Črnomelj |
| Osilnica             | Kostel (Slowenien), Kroatien                | Črnomelj                           |

## Partnergemeinden
Kočevje unterhält Partnerschaften mit folgenden Städten und Gemeinden:
- Oer-Erkenschwick, seit 8. Juni 2003
- Lübbenau/Spreewald, seit 7. Januar 2018
- San Dorligo della Valle (slow.: Dolina), seit 2. Oktober 1971 (Städtefreundschaft) bzw. 9. Oktober 2005 (Partnerschaft)
- Halluin, seit 9. Dezember 2000/20. Januar 2001[5]
- Rab, seit 3. Oktober 1985
- Prokuplje, seit 1975
- Spittal an der Drau, seit 3. Oktober 2014 (Städtefreundschaft) bzw. 29. November 2019 (Partnerschaft)

## Persönlichkeiten
- Johann Michael Rothauer (1793–um 1855), österreichischer Kaufmann und Politiker
- Viktor Parma (1858–1924), Komponist, arbeitete in Kočevje (Gottschee)
- Alois Loy (1860–1923), langjähriger Bürgermeister der Stadt
- Michael Ruppe (* 1863 in Ovčjak (Schäflein) bei Kočevje; † 1951), Professor und Akademischer Maler
- Zofka Kveder (1878–1926), Schriftstellerin, arbeitete in Kočevje
- Franjo Uršič (1898–?), Geologe, lehrte vor dem Zweiten Weltkrieg auf dem Gymnasium in Kočevje
- France Onič (1901–1975), Dichter, lehrte vor dem Zweiten Weltkrieg auf dem Gymnasium in Kočevje
- Roman Erich Petsche (* 1907 in Kočevje; † 1993), Lehrer, Maler und Gerechter unter den Völkern
- Jože Šeško (1908–1942), Gymnasialprofessor, Sozialrevolutionär, Kommunist und Widerstandskämpfer, arbeitete bis zu seiner Verhaftung und Ermordung in Kočevje
- Gerhard Bast (1911–1947), SS-Sturmbannführer
- Matej Bor (Vladimir Pavšič; 1913–1993), Dichter und Schriftsteller, arbeitete vor dem Zweiten Weltkrieg in Kočevje
- Rada Šuštar (1920–2007), akademische Malerin, arbeitete in Kočevje nach dem Zweiten Weltkrieg
- Milan Butina (* 1923 in Kočevje; † 1999), akademischer Maler, Kunstpädagoge und -theoretiker
- Stane Jarm (* 1931 in Osilnica; † 2011), akademischer Bildhauer, Kunstpädagoge
- Ivan Jurkovič (* 1952), katholischer Erzbischof und Diplomat des Heiligen Stuhls

## Geschichte (20. Jahrhundert)
Geschichte 14. bis 19. Jahrhundert:

### Königreich Jugoslawien
Mit der Gründung des Königreichs der Serben, Kroaten und Slowenen im Jahr 1918, später Königreich Jugoslawien, wurde der slowenische Name Kočevje einziger offizieller Name der Stadt. Die Unterrichtssprache am Gymnasium Gottschee wurde Slowenisch. Deutschsprachige Lehrer und Beamte wurden entlassen und verließen in großer Zahl die Stadt. Die erste Volkszählung 1921 im Königreich Jugoslawien ergab für die Stadt Gottschee bereits eine slowenischsprachige Mehrheit. In den meisten ländlichen Regionen der Sprachinsel dominierte jedoch weiterhin die Gottscheer Mundart.
Infolge der Wirtschaftskrise wurde in den 1930er-Jahren das Hornwalder Sägewerk geschlossen und die Kleinbahn abgerissen, so dass viele Menschen ihre Arbeit verloren. Vor dem Hintergrund einer gezielten Bevorzugung von Slowenen gegenüber ethnischen Deutschen durch die Behörden verschärften sich die Gegensätze zwischen den beiden Sprachgruppen. Nationalsozialistische Propaganda fand bei den Gottscheern zunehmend Anklang.

### Zweiter Weltkrieg

#### Aussiedlung der Gottscheer
Die Geschichte der Gottscheer ist ein Beispiel für den Missbrauch von nationalen Minderheiten. Die während des Zweiten Weltkrieges noch größtenteils deutschen bzw. deutschstämmigen Einwohner (Gottscheer) wurden – ähnlich wie die Südtiroler – zum politischen Verhandlungsgegenstand zwischen Hitler und Mussolini. Der Grund war, dass das besetzte Königreich Jugoslawien (und damit auch Slowenien) im Zweiten Weltkrieg zwischen den Siegern aufgeteilt wurde.

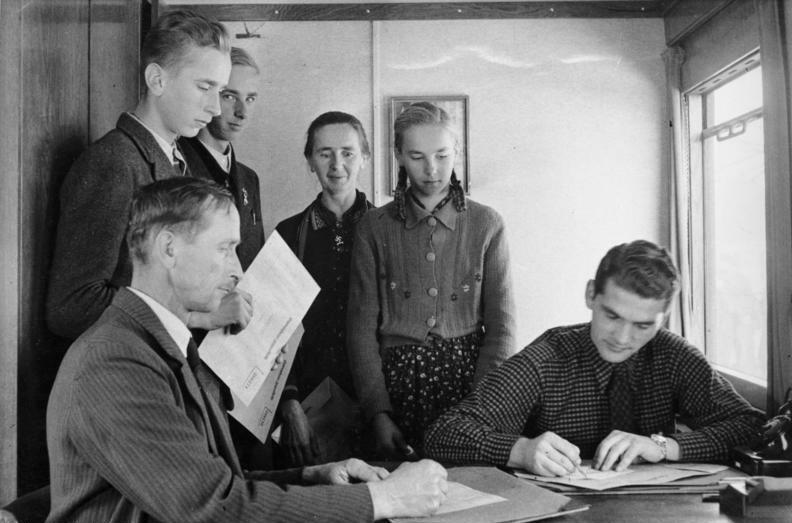
Von der Umsiedlung betroffene deutschstämmige Familie in einer Ausweisstelle in Gottschee, 1941 (im Eisenbahnwaggon)

Als Ergebnis der Verhandlungen verzichtete Hitler auf Unterkrain. Damit kam die Gottschee unter italienische Verwaltung, ähnlich wie auch das Küstenland Sloweniens und Laibach. Als Ergebnis wurde der größte Teil der Gottscheer Bewohner zwischen November 1941 und Januar 1942 tiefer in das „Reich“ umgesiedelt. Das neue Siedlungsgebiet sollte in der annektierten Untersteiermark bzw. in Deutschland liegen. Die Gottscheer bekamen in der Steiermark Höfe von wiederum selbst vertriebenen Slowenen. Von den etwa 600 zurückgebliebenen Deutschen (rund vier Prozent) schlossen sich viele den Partisanen an. Hiervon berichtet der slowenische Historiker Zdravko Troha, doch wird dies beispielsweise auch in der slowenischen politischen Wochenzeitschrift Mladina beschrieben.
Die meisten der ehemals deutschen Siedlungen wurden schon durch die italienischen Besatzer absichtlich zerstört und die Natur nahm sich das Land zurück. Das Gebiet blieb menschenleer.

#### Versammlung von Kočevje
Nach der Kapitulation Italiens am 8. September 1943 war Kočevje ein Teil des von Partisanen befreiten Gebietes, das zu diesem Zeitpunkt, als die Wehrmacht nur Ljubljana und die Bahnverbindung nach Triest hielt, etwa die Hälfte Sloweniens umfasste. Vom 1. Oktober bis zum 3. Oktober 1943 fand hier die Versammlung von Kočevje (slowenisch Kočevski zbor) – offizieller Name: Zbor odposlancev slovenskega naroda / Versammlung der Delegierten der slowenischen Nation. 572 Delegierte und 78 andere Teilnehmer beschlossen den Anschluss von Primorska (Küstenland) an Slowenien und bestimmten eine Delegation für den „Antifaschistischen Rat der Nationalen Befreiung Jugoslawiens“ (AVNOJ), der am 29. November 1943 in Jajce stattfand. Weiterhin wurde die führende Rolle der Slowenischen Befreiungsfront OF bestätigt. Aufgrund der Gefahr von Luftangriffen tagte man nur nachts.

#### Deutsche Besatzung
Ende Oktober 1943 griffen die Wehrmacht und die slowenische Landwehr (Domobranci) die Stadt Gottschee von der Kulpa aus an und eroberten sie am 23. Oktober. Am 9. Dezember 1943 begann ein Großangriff der Partisanen, welche die deutschen Truppen am 12. Dezember in das Schloss der Auersperger zurückwarfen. Eine Einsatzgruppe der Wehrmacht aus Laibach zwang schließlich die Partisanen noch am selben Tag zum Rückzug, wobei ein Großteil der Altstadt einschließlich des Schlosses der Auersperger zerstört wurde. 32 Domobranzen und neun deutsche Soldaten fielen bei diesen Kämpfen. Zu weiteren Zerstörungen in der Stadt kam es durch weitere Angriffe der Partisanen und alliierte Luftangriffe, die bis 1945 anhielten. Die Wehrmacht hielt die Stadt Gottschee bis kurz vor dem Kriegsende, übte aber darüber hinaus kaum Kontrolle über das Gottscheer Land aus. Am 3. Mai 1945 begann der letzte Partisanenangriff, der die Wehrmacht schließlich zum Rückzug zwang, so dass am 5. Mai 1945 die Partisanen endgültig die Stadt einnahmen.

#### Massengräber im Kočevkski Rog
Auf dem Gebiet der Gemeinde Kočevje in Slowenien wurden bisher (Stand 1/2024) in fünf Siedlungen insgesamt acht Massengräber aus der Zeit des Zweiten Weltkriegs gefunden, davon eins mit über 3000 Opfern. Alle Siedlungen liegen in den südlichen Waldgebieten des Gebirgszugs Kočevkski Rog, östlich und südöstlich der Stadt Kočevje.

### Sozialistisches Jugoslawien
Das zu großen Teilen menschenleere Gebiet wurde nach 1945 mit Menschen aus anderen Gebieten Sloweniens und ganz Jugoslawiens neu besiedelt. Anders als in vielen Dörfern gab es in der Stadt Gottschee eine Restbevölkerung, meist Slowenen. Während die Mehrheit der Dörfer verfiel, wuchs die Bevölkerung in der Stadt Kočevje und den umliegenden Dörfern. Das Zentrum der Stadt wurde nach dem Zweiten Weltkrieg in moderner Architektur aufgebaut.

### Gottscheer Altsiedler
Das Ergebnis von Umsiedlung und Vertreibung war, dass nach dem Krieg die deutsche Bevölkerung aus dem Gebiet größtenteils verschwunden ist. Heute gibt es nur noch wenige Deutschstämmige, die in Gottschee und Umgebung leben. Größer wird deren Zahl im Tal Moschnitze am östlichen Rand der einstigen Sprachinsel geschätzt, das aber nicht zur Gemeinde Kočevje, sondern zu den Gemeinden Dolenjske Toplice und Semič gehört. Im Dorf Občice (dt.: Krapflern, Gemeinde Dolenjske Toplice) unterhalten sie eine Begegnungsstätte. In den vergangenen Jahren wird in der slowenischen Öffentlichkeit vermehrt kritisch über die Vertreibung der Gottscheer berichtet und es wird versucht, ihren Beitrag in der Geschichte zu würdigen.

## Wirtschaft
Heute sind Textil-, Chemie- und Forstwirtschaft sowie Handel die wichtigsten Wirtschaftszweige. Bergbau findet inzwischen nicht mehr statt. Die während des Tagebaus entstandenen, mit Wasser gefüllten Gruben werden inzwischen als Naherholungsgebiete genutzt (siehe Gottscheer See).

## ISO-Code
Der ISO 3166-2:SI Code für Kočevje ist SI-048.